# Millersburg (Oregon)
Millersburg és una població dels Estats Units a l'estat d'Oregon. Segons el cens del 2000 tenia 651 habitants.

## Demografia
Segons el cens del 2000, Millersburg tenia 651 habitants, 263 habitatges, i 179 famílies. La densitat de població era de 56,4 habitants per km².
Dels 263 habitatges en un 30,4% hi vivien nens de menys de 18 anys, en un 59,3% hi vivien parelles casades, en un 6,1% dones solteres, i en un 31,6% no eren unitats familiars. En el 25,1% dels habitatges hi vivien persones soles el 8,4% de les quals corresponia a persones de 65 anys o més que vivien soles. El nombre mitjà de persones vivint en cada habitatge era de 2,48 i el nombre mitjà de persones que vivien en cada família era de 2,98.
Per edats la població es repartia de la següent manera: un 24,4% tenia menys de 18 anys, un 6% entre 18 i 24, un 29,3% entre 25 i 44, un 29% de 45 a 60 i un 11,2% 65 anys o més.
L'edat mediana era de 37 anys. Per cada 100 dones de 18 o més anys hi havia 103,3 homes.
La renda mediana per habitatge era de 35.469$ i la renda mediana per família de 48.393$. Els homes tenien una renda mediana de 35.909$ mentre que les dones 25.625$. La renda per capita de la població era de 16.964$. Aproximadament el 7,1% de les famílies i el 8,7% de la població estaven per davall del llindar de pobresa.

## Poblacions més properes
El següent diagrama mostra les poblacions més properes.